# In Between Words
In Between Words es el primer álbum de estudio como artista independiente de la cantante jamaicana Tessanne Chin (ganadora de la quinta temporada del reality show estadounidense The Voice). Fue publicado exclusivamente en descarga digital en tiendas iTunes el 6 de diciembre de 2010.
El disco posee la canción «Hideaway» escrita por Tessanne y producida junto a Rudy Valentino y Paul Kastick. Hideaway recibió una fuerte rotación en radios jamaiquinas y en ciertas estaciones radiales de Nueva York. De acuerdo a Neilsen Soundscan, la canción ha vendido más de 15.749 descargas.

## Lista de canciones
- Edición estándar

| In Between Words |                                        |          |  |
| N.º              | Título                                 | Duración |  |
| 1.               | «Black Books»                          | 3:10     |  |
| 2.               | «Hideaway»                             | 5:01     |  |
| 3.               | «Loving You» (con Kees Dieffenthaller) | 4:26     |  |
| 4.               | «Flying High»                          | 4:22     |  |
| 5.               | «Messenger»                            | 3:37     |  |
| 6.               | «The Fall»                             | 4:09     |  |
| 7.               | «Are Yah Gonna (Control)»              | 3:50     |  |
| 8.               | «Blue Lights (S.O.S)»                  | 4:07     |  |
| 9.               | «Who»                                  | 5:23     |  |
| 10.              | «Guilty By Design»                     | 4:27     |  |
| 11.              | «Family»                               | 4:28     |  |
| 12.              | «The Right One»                        | 4:24     |  |
| 13.              | «You And Me»                           | 5:30     |  |
| 14.              | «Taken»                                | 3:53     |  |
| 60:34            |                                        |          |  |